# La Fàbrega (Castellterçol)
La Fàbrega és una masia del terme municipal de Castellterçol, al Moianès.
Està situada a l'extrem septentrional del terme, ran mateix del termenal amb Moià. És a la dreta del torrent de la Fàbrega i a l'esquerra del torrent del Gai, al costat sud-est del Molí de la Fàbrega. Es troba just a llevant del Pont de la Fàbrega, per on passa la carretera C-59.